# Monti Kuturginskij
I monti Kuturginskij  (in russo Кутургинский хребет?; in lingua sacha: Кутургу сис) sono una catena montuosa della Siberia Orientale che fa parte del sistema montuoso dei monti di Verchojansk. Si trovano nella Sacha (Jacuzia), in Russia.

## Geografia
I Kuturginskij si allungano per circa 100 km in direzione nord-ovest/sud-est nella parte sud-occidentale del sistema di Verchojansk, tra le catene dei monti Bygynskij e degli Ust'-Viljujskij. Il punto più alto della catena è un picco senza nome di 1056 m. Il limite settentrionale è dato dal fiume Djanyška, il limite meridionale è segnato dal Ljunkjubej. Il Ljapiske attraversa la catena nella sua parte centrale.